# Slovenska biografija
El Slovenska biografija (en español: Biografía eslovena) es un portal web esloveno creado en 2013 por la Academia Eslovena de Ciencias y Artes y el Centro de Investigaciones Científicas de la Academia Eslovena de Ciencias y Artes que reúne tres repertorios biográficos eslovenos que fueron publicados impresos anteriormente: Slovenski biografski leksikon (1925-1991), Primorski slovenski biografski leksikon (1974-1994) y Novi Slovenski biografski leksikon, con un primer volumen con la letra A (2013) a un tercer volumen con la letra B (2018). Su objetivo es consolidar en un solo sitio las biografías de las personalidad eslovenas más relevantes en el país, en el extranjero y alrededor del mundo. Comprende una actualización periódica de la información.

## Historia
Esta portal biográfico esloveno se basa se basa en tres obras impresas, algunas de ellas ediciones agotadas, como el Slovenski biografski leksikon (1925-1991) y Primorski slovenski biografski leksikon (1974-1994) y agrega los primeros volúmenes del Novi Slovenski biografski leksikon.
- Slovenski biografski leksikon. Izidor Cankar et al. (ur.). Ljubljana, Zadružna gospodarska banka, Slovenska akademija znanosti in umetnosti, Inštitut za slovensko literaturo in literarne vede ZRC SAZU, 16 zv., 1925-1991

- Primorski slovenski biografski leksikon. Martin Jevnikar et al. (ur.). Gorica, Goriška Mohorjeva družba, 20 snopičev, 1974-1994

- Novi Slovenski biografski leksikon. Glavna urednica: Barbara Šterbenc Svetina. Ljubljana, Založba ZRC, zv. 1 -. 2013-

La Slovenski biografski leksikon (Léxico Biográfico Esloveno - SBL) que había sido publicado en 16 volúmenes y contiene 5044 entradas biográficas, originó que la Academia Eslovena de Ciencias y Artes (SASA) y el Centro de Investigación Científica de la SASA decidieran realizar una edición digital en línea de la SBL de acceso abierto en 2013.
Por medio de la digitalización de los volúmenes y la corrección manual del OCR se llegó a un documento XML que con las interfaces de aplicación y los metadatos correspondientes, posibilitó el origen de un repositorio digital en línea basado en la plataforma Fedora Commons.

## Impacto
Es un recurso importante para las ediciones de referencia contenidas en la investigación en Eslovenia, especialmente en la investigación en los campos de las Humanidades, las Ciencias Sociales y la Historia de las Ciencias Naturales eslovenas.

## Funcionalidades
El portal permite realizar búsquedas simples y complejas de los datos biográficos en el texto completo. Posee un índice alfabético de nombres completos y seudónimos de los biografiados, un índice cronológico por periodos, un índice de profesiones y actividades relevadas, de acuerdo a las informaciones de las principales profesiones y actividades. Asimismo es posible recuperar información por grupos de personas o "familias", a través de su actividad, estado o nombre. Por ejemplo, permite agrupar a personas que se desempeñaron en una misma institución. También ofrece recuperar todas las personas que nacieron o murieron en un día determinado o una visualización gráfica mediante un mapa de lugares de nacimiento y muerte. El objetivo de la biografía eslovena es conectar la investigación biográfica en Eslovenia con la ayuda de la tecnología moderna y presentar de manera uniforme la riqueza de los datos biográficos sobre los eslovenos. Los métodos y el modelo de datos de la biografía eslovena se originan en la larga tradición de la biografía eslovena y el desarrollo de esta ciencia en la era de la información.